# 山本修一
山本 修一（やまもと しゅういち、1957年〈昭和32年〉10月5日 - ）は、日本の医師、医学者。

## 来歴
東京都出身。開成中学校・高等学校を経て、1983年（昭和58年）3月、千葉大学医学部を卒業し、同年5月に千葉大学医学部附属病院の研修医となる。その後、1989年（平成元年）3月に千葉大学大学院医学研究科博士課程を修了し、同年4月、鹿島労災病院眼科副部長に就任。
その後、富山医科薬科大学講師、コロンビア大学ハークネス眼研究所研究員、東邦大学助教授、同教授を経て、2003年（平成15年）に安達惠美子教授の後任として、千葉大学教授に就任。教授就任後、眼科医局での経験を活かし、眼科学教室の方針を臨床・手術重視に転換し、年間の手術件数が1300件に増加。診療面でも網膜硝子体疾患の診療を細分化させ、糖尿病網膜症、加齢黄斑変性、網膜静脈閉塞、網膜変性の専門外来を立ち上げた他、緑内障、ぶどう膜炎、角膜疾患、斜視弱視の専門外来も立ち上げた。2007年（平成19年）4月には千葉大学医学部附属病院副病院長を併任し、副病院長として7年間、病院運営に携わった。
2014年（平成26年）4月1日、千葉大学医学部附属病院病院長に就任。同年、千葉大学副学長を併任。病院長は2020年（令和2年）まで務めた。この他、国立大学附属病院長会議会長、日本病院団体協議会代表者会議議長などを歴任した。
2021年（令和3年）4月、地域医療機能推進機構理事に就任。
2022年（令和4年）4月1日、尾身茂の後任として、地域医療機能推進機構理事長に就任。
2024年（令和6年）4月1日、地域医療機能推進機構理事長に再任。